# Seznam řeckých vlajek
Toto je seznam vlajek používaných v řeckém moderním státě nebo historicky používaných Řeky.

## Národní vlajka
| Vlajka | Datum                                                                           | Užití | Popis                                                                                                |
| ------ | ------------------------------------------------------------------------------- | --- | --- |
|        | užívána od roku 1822 (jako námořní prapor); od roku 1978 jedinou státní vlajkou | Současná vlajka Řecka byla přijata Prvním národním shromážděním v Epidauru v lednu 1822 jako námořní prapor. V letech 1822 až 1978 byla tato vlajka používána na moři. V roce 1978 byla ustanovena jako jediná státní vlajka a také jako válečný a občanský prapor. | Pět stejných modrých a bílých vodorovných pruhů. V horním levém rohu je modrý kanton s bílým křížem. |

## Prezidentská standarta
| Vlajka | Datum        | Užití | Popis                                                                |
| ------ | ------------ | --- | -------------------------------------------------------------------- |
|        | od roku 1979 | Vlajka prezidenta Helénské republiky (prezident Řecka). Používá se k zdůraznění přítomnosti prezidenta republiky (ve vozidlech, budovách atd.). Tato vlajka se také vyvěšuje na hlavní stěžeň lodí řeckého námořnictva, když je na palubě prezident republiky (podle článku 45 Ústavy je prezident republiky „symbolickou hlavou ozbrojených sil“, takže je tato vlajka považována za vlajku podobnou té admirála loďstva). |                                                                      |
|        | 1973–1974    | Vlajka spojována s řeckou vojenskou juntou ze 70. let 20. století a tehdejším prezidentem Faidónem Nkizikésem. Fénix byl také používán jako symbol Horskou vládou během okupace Řecka mocnostmi Osy a během první Helénské republiky za Joannise Kapodistriase | Zlatý fénix stoupající z plamenů na tmavém „půlnočně modrém“ pozadí. |
|        | 1924–1935    | Stará vlajka prezidenta Řecka. | Bílý kříž na azurovém poli.                                          |

### Královské standarty
| Vlajka                                            | Datum                | Užití | Popis |
| ------------------------------------------------- | -------------------- | --- | --- |
|                                                   | 1936–1974            | Královská standarta krále, přijatá v roce 1936. | |
|                                                   | 1936–1974            | Standarta korunního prince, přijatá v roce 1936. | |
|                                                   | 1936–1974            | Standarta používaná řeckou královskou rodinou, přijatá v roce 1936. | |
|                                                   | 1963–1964            | Osobní vlajka královny Frederiky Řecké. | |
|                                                   | 1914–1924 1935–1936  | Standarta používaná korunním princem, přijatá v roce 1914. Po zrušení monarchie v roce 1924 se vlajka stala nadbytečnou. Po obnovení monarchie v roce 1935 byly výnosy z roku 1914 týkající se řeckých vlajek a vlajek královské rodiny dekretem ze 7. listopadu 1935 obnoveny. Tato vlajka byla v roce 1936 nahrazena novou. | |
|                                                   | 1914–1924 1935–1936  | Standarta řecké královny (v tomto případě zobrazující erb Sofie Pruské), přijatá v roce 1914. Vlajka byla zrušena po zrušení monarchie v roce 1924. Po obnovení monarchie v roce 1935 byly dekrety z roku 1914 týkající se řeckých vlajek a vlajek královské rodiny obnoveny výnosem ze 7. listopadu 1935.                    | |
|                                                   | 1914–1924 1935–1936  | Standarta používaná ostatními členy královské rodiny, přijatá v roce 1914. Po zrušení monarchie v roce 1924 byla vlajka zbytečná. Po obnovení monarchie v roce 1935 byly dekrety z roku 1914 týkající se řeckých vlajek a vlajek královské rodiny obnoveny výnosem ze dne 7. listopadu 1935.                                  | |
|                                                   | 1914–1917, 1920–1922 | Královská standarta krále, přijatá v roce 1914. Zkřížené maršálské hole odkazují na krále Konstantina I., který byl do hodnosti maršála povýšen v roce 1913. Vlajka se používala během obou vlád Konstantina I., 1913–1917 a 1920–1922.                                                                                       | |
|                                                   | 1913–1914            | Osobní vlajka královny Olgy Řecké jako královny matky, jak je uvedeno v královském výnosu ze dne 3. června 1914 | |
| Personal flag of King George I of Greece          | 1863–1913            | Standarta používaná králem Jiřím I. Řeckým. | Vlajka se skládá z prostého kříže s královským státním znakem Řecka překrývajícím střed kříže.                                                                                        |
|                                                   | 1863–1913            | Královská standarta užívaná během prvních let vlády krále Jiřího I. | Řecká vlajka s erbem rodu Glücksburků. |
| Flag of the Principality of Samos                 | 1832–1862            | Královská standarta za vlády krále Oty. | Čtvercovou vlajku tvoří prostý bílý kříž s monogramem krále Oty Řeckého uprostřed. |
| Royal standard during the late reign of King Otto | 1858–1862            | Královská standarta užívaná na lodích během pozdní vlády krále Oty, přijatá v roce 1858. | Vlajka se skládá z prostého bílého kříže s bavorským erbem dynastie Wittelsbachů, superponovaným uprostřed kříže, s korunou. Modrá barva je světlejšího odstínu, než je dnes obvyklé. |
| Royal standard during the reign of King Otto      | 1833–1858            | Královská standarta užívaná na lodích po většinu vlády krále Oty, přijatá v roce 1833. | Vlajka se skládá z prostého bílého kříže s bavorským erbem dynastie Wittelsbachů, superponovaným uprostřed kříže, s korunou. Modrá barva je světlejšího odstínu, než je dnes obvyklé. |

## Vojenské vlajky

### Řecké ozbrojené síly
| Vlajka | Datum | Užití                                                                           | Popis |
| ------ | ----- | ------------------------------------------------------------------------------- | ----- |
|        | 1950– | Vlajka generálního štábu řecké národní obrany.                                  |       |
|        | 1950– | Vlajka náčelníka generálního štábu řecké národní obrany – armádní varianta.     |       |
|        | 1950– | Vlajka náčelníka generálního štábu řecké národní obrany – varianta námořnictva. |       |
|        | 1950– | Vlajka náčelníka generálního štábu řecké národní obrany – varianta letectva.    |       |

### Řecká armáda
| Vlajka | Datum | Užití                                                                    | Popis                                                                                     |
| ------ | ----- | ------------------------------------------------------------------------ | ----------------------------------------------------------------------------------------- |
|        |       | Vojenská válečná vlajka (plukovní barva) (Πολεμική Σημαία Στρατού Ξηράς) | Čtvercová vlajka s bílým křížem na modrém poli s obrazem svatého Jiří zabíjejícího draka. |
|        | ?–    | Vlajka generálního štábu řecké armády.                                   | Pečeť řecké armády na červeném, zeleném a červeném pruhu s bílými okraji mezi nimi.       |
|        | ?–    | Vlajka generála řecké armády.                                            |                                                                                           |
|        | ?–    | Vlajka generálmajora řecké armády.                                       |                                                                                           |
|        | ?–    | Vlajka generálporučíka řecké armády.                                     |                                                                                           |
|        | ?–    | Vlajka brigádního generála řecké armády.                                 |                                                                                           |

### Řecké námořnictvo
| Vlajka | Datum | Užití | Popis |
| ------ | ----- | --- | --- |
|        | 1822– | Vlajka řeckého námořnictva. | Čtvercová vlajka s bílým křížem na modrém poli. V období monarchie (1833–1924 a 1935–1973) byla uprostřed zlatá koruna. |
|        | 1822– | Plamenec je vyvěšen na všech lodích a zařízeních řeckého námořnictva, které jsou v provozu, pokud nevlaje vlajka vyššího důstojníka. | |
|        |       | Vlajka generálního štábu řeckého námořnictva.                                                                                        | Pečeť řeckého námořnictva na bílém, červeném a bílém pruhu s modrým vnějším okrajem.                                    |
|        |       | Vlajka admirála řeckého námořnictva.                                                                                                 | Čtvercová vlajka s bílým křížem na modrém poli s hvězdou ve všech čtyřech čtvrtích.                                     |
|        | 1956– | Vlajka předsedy vlády Řecka. | |
|        | 1956– | Vlajka řeckého ministra národní obrany.                                                                                              | |
|        | 1956– | Vlajka pro ministry Řecké republiky.                                                                                                 | |

### Řecké letectvo
| Vlajka | Datum | Užití                                                                 | Popis                                                                                       |
| ------ | ----- | --------------------------------------------------------------------- | ------------------------------------------------------------------------------------------- |
|        |       | Válečná vlajka letectva (plukovní barva) (Πολεμική Σημαία Αεροπορίας) | Čtvercová vlajka s bílým křížem na modrém poli s vyobrazením archanděla Michaela uprostřed. |
|        | ?–    | Vlajka generálního štábu řeckého letectva.                            | Pečeť řeckého letectva na modrém, žlutém a modrém pruhu s červenými okraji mezi nimi.       |
|        | ?–    | Vlajka hlavního maršála řeckého letectva.                             |                                                                                             |
|        | ?–    | Vlajka leteckého maršála řeckého letectva.                            |                                                                                             |
|        | ?–    | Vlajka vicemaršála řeckého letectva.                                  |                                                                                             |
|        | ?–    | Brigádní vlajka řeckého letectva.                                     |                                                                                             |

### Řecká pobřežní stráž
| Vlajka | Datum | Užití                                  | Popis |
| ------ | ----- | -------------------------------------- | --- |
|        | 1980– | Služební vlajka řecké pobřežní stráže. | Sedm vodorovných pruhů, bílé a modré, se znakem řecké pobřežní stráže.                                                                         |
|        | 1980– | Vlajka plavidel řecké pobřežní stráže. | Patnáct svislých modrobílých pruhů se dvěma zkříženými modrými kotvami a bílým kantonem v levém horním rohu se státním znakem Řecka uprostřed. |

## Regionální a obecní vlajky
| Vlajka            | Datum             | Užití | Popis |
| Regionální vlajky | Regionální vlajky | Regionální vlajky | Regionální vlajky |
| ----------------- | ----------------- | --- | --- |
| Flag of Macedonia | 1980–             | Vlajka regionu Makedonie.                                                                                              | Modré pole se zlatým Verginským sluncem uprostřed. Vlajka je neoficiální, ale v Řecku široce uznávaná. |
|                   |                   | Vlajka správní oblasti Thesálie.                                                                                       | Modrá mapa Thesálie obklopená 12 hvězdami na bílém poli. |
|                   |                   | Vlajka správní oblasti Jižní Egeis.                                                                                    | Znak regionu Jižní Egeis na bílém poli. |
|                   |                   | Vlajka správní oblasti Západní Řecko.                                                                                  | Znak regionu Západní Řecko na bílém poli. |
| Obecní vlajky     |                   | | |
|                   |                   | Obecní vlajka Athén.                                                                                                   | Vlajka je modrá s vnitřním zlatým a vnějším červeným okrajem, jako vlajka regionu Attika. Uprostřed je bílý řecký kříž s bílým okrajem a zlatými olivovými ratolestmi. Na modrém disku uprostřed je hlava bohyně Athény.                                                                               |
|                   |                   | Obecní vlajka Soluně.                                                                                                  | Tmavě modrý podklad s vyobrazením hlavní dominanty města, Bílé věže, a starověké makedonské mince zobrazující Alexandra Velikého. |
|                   |                   | Obecní vlajka Patry.                                                                                                   | Pečeť města Patry na tmavě modrém pozadí s vnějším zlatým okrajem. |
|                   |                   | Obecní vlajka Heráklionu.                                                                                              | Pečeť města Heráklion na azurovém a bílém pozadí. |
|                   |                   | Obecní vlajka Ioánniny.                                                                                                | Pečeť města Ioánnina na modrém a oranžovém pozadí. |
|                   |                   | Obecní vlajka Rhodu (města).                                                                                           | Pečeť města Rhodos, zobrazující hlavu Hélia, na modrošedém pozadí. |
|                   |                   | Vlajka ostrova Korfu.                                                                                                  | Korfuská vlajka má tmavě červený/hnědofialový tlustý vnější okraj, tmavě zlatý tenký vnitřní okraj a velmi tmavě modré pole s pečetí uprostřed v tmavě zlaté barvě. Na pečeti je vyobrazena starořecká plachetnice Korfiot. Nad pečetí je napsáno ΔΗΜΟΣ (obec), ΚΕΡΚΥΡΑΣ (z Korfu), pod pečetí.        |
|                   |                   | Vlajka ostrova Zakynthos.                                                                                              | Tmavě zelený podklad s oranžovým vyobrazením Zakynthosu s heslem ostrova „Svoboda potřebuje ctnost a odvahu“ (ΘΕΛΕΙ ΑΡΕΤΗ ΚΑΙ ΤΟΛΜΗ Η ΕΛΕΥΘΕΡΙΑ z Lyry od Ándrea Kalbose). |
|                   |                   | Vlajka ostrova Aigina.                                                                                                 | |
|                   | 1821–             | Vlajka Kasteloriza, používaná jako prapor pro lodě z Kasteloriza během řecké války za nezávislost, nyní obecní vlajka. | |
|                   | 1821–             | Vlajka ostrova Hydra, používaná jako prapor pro lodě z Hydry během řecké války za nezávislost, nyní obecní vlajka.     | |
|                   | 1821–             | Vlajka Psary, používaná jako prapor pro lodě z Psary během řecké války za nezávislost, nyní obecní vlajka.             | Bílá látka lemovaná červenou barvou s velkým červeným křížem a mottem Eleutheria é Thanatos (Svoboda nebo smrt) velkými červenými písmeny. Kříž stojí na obráceném půlměsíci, symbolizujícím Osmanskou říši, lemovaný z jedné strany kopím, z druhé kotvou, kolem níž je stočen had, který žere ptáka. |
|                   | 1821–             | Vlajka Spetsu, používaná jako prapor pro lodě ze Spetsu během řecké války za nezávislost, nyní obecní vlajka.          | |
|                   | 1821–             | Vlajka ostrova Ankistri.                                                                                               | |

## Historické vlajky
| Vlajka                                                   | Datum               | Užití | Popis |
| -------------------------------------------------------- | ------------------- | --- | --- |
| National flag on land during the Colonels' Regime        | 1970–1975           | Státní vlajka přijatá režimem řecké vojenské junty. | Mořská vlajka v poměru 7:12 a ve velmi tmavém odstínu modré (tmavá „půlnoční modrá“). Stará „pozemní“ verze byla obnovena jako národní vlajka v roce 1975.                                                                                     |
| State and War flag on land during the Greek Royal Family | 1863–1924 1935–1970 | Státní a válečná vlajka Řeckého království. | Vlajka se skládá z bílého kříže na modrém poli se zlatou královskou korunou ve středu kříže. |
| First National Flag of Greece                            | 1822–1970 1975–1978 | | Bílý kříž na modrém poli. Během období monarchie (1833–1924 a 1935–1973) byla do středu oficiálních vlajek často přidávána zlatá koruna (viz příklady níže).                                                                                   |
|                                                          | 1955–1959           | Vlajka EOKA, kyperské řecké nacionalistické partyzánské organizace z 50. let 20. století.                                                                  | Bílý kříž na modrém poli. Nápis zní: Ελευθερία ή Θάνατος, Ζήτω η Ελλάς (Svoboda nebo smrt, ať žije Řecko). |
|                                                          | 1919–1923           | Vlajka navrhovaného státu Pontské republiky. | Námořní verze řecké vlajky s černou orlicí překrývající střed kříže v kantonu. |
|                                                          | 1914                | Vlajka Autonomní republiky Severní Epirus. Dodnes je Severními Epiroty často používaná.                                                                    | Podobá se pozemní vlajce, ale uprostřed je černý dvouhlavý orel. Pod ním jsou řecká písmena „Α“ a „Η“, která znamenají Αυτονομή Ήπειρος (Autonomní Epirus) a rok 1914, rok jeho založení.                                                      |
|                                                          | 1912                | Vlajka svobodného státu Ikaria. | |
| Flag of the Principality of Samos                        | 1834–1912           | Vlajka autonomního Samoského knížectví, poplatníka Osmanské říše.                                                                                          | |
|                                                          | 1834–1912           | Knížecí vlajka autonomního Samoského knížectví, poplatníka Osmanské říše.                                                                                  | Vlajka se skládá z bílého trojúhelníku na modrém pozadí, uprostřed je červený řecký kříž. |
| Flag of the Cretan State                                 | 1898–1908           | Vlajka autonomního Krétského státu. | Vlajka se skládá z jednoduchého bílého kříže, s kantonem v červené barvě a s bílou pěticípou hvězdou, která symbolizuje osmanskou suverenitu. Během období oficiálního používání nebyla populární, protože Kréťané se chtěli připojit k Řecku. |
|                                                          | 1897–1898           | Krétská revoluční vlajka povstání z roku 1897. | |
|                                                          | 1878–1885           | Vlajka Východní Rumélie v Severní Thrákii. | Červený, bílý a modrý vodorovný pruh. |
|                                                          | 1878                | Vlajka krétského povstání z roku 1878. | |
|                                                          | 1878                | Vlajka Západní Makedonie během povstání v roce 1878. | |
| Flag used during the siege of Arkadi                     | 1866                | Vlajka používaná v klášteře Arkadiú křesťanskými Kréťany podporujícími připojení k Řecku během Velké krétské vzpoury v letech 1866–1869.                   | |
| Flag of the Ionian Islands under British rule            | 1817–1864           | Vlajka Spojených států Jónských ostrovů, britského protektorátu od roku 1815 až do jeho připojení k Řecku v roce 1864.                                     | |
| Flag of the Septinsular Republic                         | 1800–1807           | Vlajka Republiky sedmi ostrovů, prvního moderního řeckého samosprávného státu, zahrnujícího Jónské ostrovy, pod společnou ruskou a osmanskou suverenitou.  | Na vlajce je vyobrazen „Lev svatého Marka“, symbol Benátské republiky, pod jejíž vládou byly Jónské ostrovy až do roku 1797. Lev drží sedm svázaných šípů, které představují jednotu sedmi ostrovů.                                            |
|                                                          | 1807                | Vlajka kapitána Ioannise Stathase, navržená na ostrově Skiathos.                                                                                           | Bílý kříž na azurovém poli. |
|                                                          | 1807                | Vlajka Střední Makedonie navržená náčelníkem Nikolaosem Tsamésem.                                                                                          | Azurový řecký kříž na bílém poli. Vlajka také nesla nápis: Σημαία Ελληνική, Νικόλαος Τσάμης (řecká vlajka, Nikolaos Tsamés). |
|                                                          | cca 1800            | Vlajka rodiny Kallergésů používaná před revolucí. | Vlajka sdílí mnoho podobností se současnou vlajkou a nese frázi „EN TOYTΩ NIKA“ (In hoc signo vinces, česky: V tomto znamení zvítězíš). |
| Flag of the Maniots.                                     | cca 1793            | Vlajka navržená Rigasem Feraiosem pro jeho předpokládanou pan-balkánskou federaci.                                                                         | Červená znamená imperiální purpur, bílá znamená spravedlnost v boji proti tyranii a černá znamená smrt v boji za svobodu. |
|                                                          | 1774–?              | Tato vlajka, takzvaný „řecko-osmanský“ prapor (Γραικοθωμανική παντιέρα), byla používána řeckými obchodními loděmi během posledních fází osmanské nadvlády. | Vlajka se skládá ze tří vodorovných pruhů v červené (pro Osmanskou říši), modré (pro Řeky) a červené. |
|                                                          | 1769–1821           | | Modrý nebo azurový kříž na bílém poli. |

### Náboženské vlajky
| Vlajka | Datum                  | Užití                                                           | Popis                                |
| ------ | ---------------------- | --------------------------------------------------------------- | ------------------------------------ |
|        | od 80. let 20. století | Vlajka řecké pravoslavné církve a autonomní oblasti Hora Athos. | Černý dvouhlavý orel na zlatém poli. |

## Vlajky etnických skupin
| Vlajka | Datum     | Užití                                        | Popis                                    |
| ------ | --------- | -------------------------------------------- | ---------------------------------------- |
|        | ?–        | Vlajka řeckých Arumunů.                      |                                          |
|        | cca 2016– | Vlajka čamských Albánců.                     |                                          |
|        | ?–        | Vlajka kappadokských Řeků.                   | Detaily se často liší podle verze.       |
|        | ?–        | Vlajka pontských Řeků.                       | Detaily se často liší podle verze.       |
|        | ?–        | Vlajka Sarakacanů.                           |                                          |
|        | 1913–     | Neoficiální vlajka Turků ze Západní Thrákie. | Vlajka prozatímní vlády Západní Thrákie. |

## Řecké jachtařské kluby
| Vlajka | Klub          |
| ------ | ------------- |
|        | Palaio Faléro |